# Хрычев, Леонид Петрович
Леонид Петрович Хрычев (укр. Леонід Петрович Хричов; 15 июля 1960, Евпатория, Крымская область — 2 июня 2014, Евпатория) — украинский волейбольный тренер. Заслуженный тренер Украины (2001). Заслуженный работник физической культуры и спорта Автономной Республики Крым.
Вырос в евпаторийском микрорайоне Слободка. Окончил школу № 7. Играл за евпаторийскую волейбольную команду «Авангард». Учился на физическом факультете Донецкого государственного университета. Работал в Новосибирском академгородке.
С 1972 по 1984 год трудился в волейбольном клубе «Шахтёр» из города Снежное. Вернулся в Евпаторию в 1984 году, где был играющим тренером по волейболу и параллельно преподавал физику в местном филиале Донецкого политехнического института. Работал в школе № 11 учителем физкультуры, где создал секцию по волейболу для девочек.
По его инициативе в 1992 году в Евпатории был основан женский волейбольный клуб «Керкинитида», который неоднократно участвовал в Суперлиге Украины. Леонид Хрычев дважды приводил команду к бронзовым наградам чемпионата и один раз к золоту в Кубке Украины.
Возглавлял юношеские и молодёжные сборные Украины по волейболу (1997—2000). Подготовил 21 мастера спорта, более 120 кандидатов в мастера спорта и свыше 350 спортсменов первого разряда. Дважды его имя было занесено на евпаторийскую доску почёта.
Супруга — Наталья. Дочь — Наталья.

## Награды и звания
- Премия имени С. Дувана в области физической культуры и спорта (2002)[2]
- Медаль «За заслуги перед Евпаторией» (2003)[2]
- Юбилейная медаль «2500 лет городу Евпатории» (2003)[2]
- Почётная грамота Республиканского комитета Автономной Республики Крым по физической культуре и спорту (2008—2010)[2]
- Благодарность Постоянного представителя Президента Украины в Автономной Республике Крым (2010—2011)[2]